# Zadars skärgård
Zadars skärgård består av en mängd öar utanför staden Zadar i Kroatien. Den största är Dugi otok, vars södra del utgör en del av nationalparken Kornati. Det går färjeturer med bolaget Jadrolinija mellan Zadar och öarna.